# Djilor
 (avril 2008).
Améliorez-le ou discutez des points à vérifier. 
Djilor est une localité du Sine-Saloum située dans l'ouest du Sénégal. C'est le chef-lieu de la communauté rurale de Djilor et de l'arrondissement du même nom, sous-préfecture du département de Foundiougne dans la région de Fatick.

## Histoire
Sira Badiane Mané, mère de Maïssa Waly Dione, fondateur du royaume du Sine, fut la première reine de Djilor.
- Si vous ne connaissez pas le sujet, laissez ce bandeau (vous pouvez alors contacter les auteurs).
- Si vous supprimez le contenu mis en cause (vous pouvez préalablement contacter les auteurs),

argumentez précisément cette suppression dans la page de discussion
(un manque de référence n'est pas un argument ; une recherche réelle de référence doit avoir été effectuée, être formellement documentée).
Sira serait plutôt la sœur aînée d Maissa d’après les récits que j'ai pu recueillir des descendants des Guelowars à sadioga qui est un village à quelque km de Djilor. Elle est la première reine du Joognick au XIVe siècle et la capitale de ce royaume fut d'abord Lélwan situé à environ 3 km de Djilor. le thiouram pethie est célébré dans ce site jusqu'à nos jours. Quant à la fondation de Djilor est de loin antérieur à Sira Biadial et non Badiane en effet ce sont les sereres venus de l'ancien fouta qui ont fondé cette localité entre le XIIe et le XIIIe siècle et deux personnages sont souvent cités pour en être les fondateurs; il s'agit de Dieganomath sarr et de Samba sarr. La grande famille sarr serait donc à l'origine de la fondation de Djilor. Les manding Guelowars sont arrivés dans cet espace vers le XIVe siècle et ont instauré la royauté pour remplacer le lamanat instauré par les lamanes depuis fort longtemps. Les Guelowars vont se succéder après Sira jusqu'en 1527 date à laquelle le dernier buur Guelowar du Joognick est renversé par Latmengué Diélem Ndiaye 3e buur Saloum. 1527 marque le début de la domination du Saloum sur Djilor et le règne des rois Ceddo sur le Joognick.

## Géographie
Les localités les plus proches sont Péthie, Keur Omar, Boly, Keur Moda et Nguécokh.

### Physique géologique
Djilor se situe sur la route entre Passy et Foundiougne, à l'est d'un bras de mer.

### Population
Selon le PEPAM (Programme d'eau potable et d'assainissement du Millénaire), Djilor compte 1 990 habitants et 225 ménages.
La localité se trouve en territoire sérère. La religion traditionnelle sérère diminue, et l'islam est devenu la religion dominante de toute sa population; à part quelques foyers animés par la religion catholique.

### Activités économiques
Les activités économique sont dominées par l'agriculture, l'élevage et la pêche.

Les attraits du cadre naturel font de Djilor une destination touristique appréciée.

## Personnalités
La famille maternelle de Léopold Sédar Senghor était originaire de Djilor. Confié à son oncle Waly, l'ancien président y a lui-même passé une partie de son enfance, avant d'être interne à Ngazobil.
Quelques sources suggèrent que Senghor ne serait pas né à Joal comme on l'affirme généralement, mais à Djilor, avant d'être déclaré à Joal. Cette hypothèse n'est pas confirmée par l'intéressé qui se déclarait né à Joal, mais la maison où vécut sa mère existe toujours à Djilor.

## Musée
- Mahicao